# Мали-Вырбовник
Мали-Вырбовник (болг. Мали Върбовник) — село в Болгарии. Находится в Кюстендилской области, входит в общину Бобов-Дол. Население составляет 104 человека (на 15 июня 2014 года).

## Население
По данным переписи населения 2011 года в селе проживали 108 жителей (101 — болгары; 7 — цыгане).
| 1934 | 1946 | 1956 | 1965 | 1975 | 1985 | 1992 | 2001 | 2011 | 2012 | 2013 |
| ---- | ---- | ---- | ---- | ---- | ---- | ---- | ---- | ---- | ---- | ---- |
| 694  | 763  | 680  | 523  | 357  | 267  | 193  | 170  | 109  | 103  | 94   |